# Phyllomyias griseocapilla
Phyllomyias griseocapilla là một loài chim trong họ Tyrannidae.